# Mahmud Makki
Mahmud Mahmud Mohamed Makki (arabisch محمود محمود محمد مكي, DMG Maḥmūd Maḥmūd Muḥammad Makkī; * 1954) war vom 12. August 2012 bis zum 22. Dezember 2012 Vizepräsident Ägyptens; er wurde vom damaligen ägyptischen Präsidenten Mohammed Mursi berufen.
Mahmud Makki ist sunnitischer Muslim und der Bruder des Justizministers in der Regierung von Hescham Kandil. Makki hatte sich in seinem Richteramt zusammen mit Hischam Bastawisi als Kritiker des Systems des 2011 entmachteten Langzeitpräsidenten Husni Mubarak und seines Justizministers Mahmud Abul Leil einen Namen gemacht.
Vom 29. Januar 2011 bis zum 11. Februar 2011 hatte das Amt des ägyptischen Vizepräsidenten Omar Suleiman inne, nachdem sich der ehemalige ägyptische Präsident Husni Mubarak unter dem Druck öffentlicher Proteste gezwungen sah, erstmals seit seinem Amtsantritt einen Vizepräsidenten zu berufen.